# Antonio Aretxabala Díez
Antonio Aretxabala Díez   (Vigo, 2 de maig de 1963) és un geòleg i divulgador científic que va néixer a Galícia, va créixer a Cantàbria i viu a Pamplona.

## Trajectòria
Es va llicenciar en Geologia a la Universitat d'Oviedo. El 1992 va treballar temporalment amb la NASA per un problema de fonamentació de l'antena de l'estació de seguiment per satèl·lit a Madrid. Ha realitzat importants investigacions sobre la sismicitat històrica de Navarra, i des de finals de 2012 és representant del Col·legi de Geòlegs.
Va treballar a l'Escola Tècnica Superior d'Arquitectura de la Universitat de Navarra com a expert en geotècnia durant uns vint-i-cinc anys fins que va ser acomiadat l'any 2016 per «motius ideològics» en haver defensat davant de les institucions administratives i el Parlament de Navarra el perill que suposa per a la població seguir amb les obres de recreixement de l'embassament de Yesa, els vessants del qual van ser forçats al trencament i porten en moviment des del 2013. El Tribunal Laboral de Navarra va aixecar acta sobre això amb l'expedient Nº I 2247/2016 emparant-se en la llibertat de càtedra i la Universitat de Navarra va assumir la improcedència de l'acomiadament fet pel qual va ser indemnitzat. També ha treballat a la Universitat de Saragossa com a professor-investigador on va realitzar un doctorat en Ciències de la Terra sobre la interacció entre història, geologia i construcció a Navarra.
Aretxabala ha publicat diversos articles i ha pronunciat nombroses conferències, per exemple explicant la seva visió sobre l'embassament de Yesa o explicant el seu punt de vista sobre el no futur de l'economia capitalista difonent dades contra el mite del creixement econòmic.